# Cal Toio
Cal Toio és una casa de Tírvia (Pallars Sobirà) protegida com a Bé Cultural d'Interès Local.

## Descripció
Casa composta per planta baixa i dos pisos alts, el darrer sota la coberta de llicorella a dues aigües de lleugera inclinació. La façana principal al c/ Cuberts està situada en un lateral de la coberta. A la planta baixa, s'obre un porxo de fusta, en el qual s'obre la porta de reduïdes dimensions amb llinda i muntants de fusta tallada decorats amb motllures. El mur és de pedra sense desbastar. Per contra, el parament dels pisos superiors, és format per un entramat de cabirons, pedres i morter. En el primer pis, hi ha una finestra balconera i en el segon dues petites finestretes.La façana de la plaça Major destaca una terrassa(antigament coberta amb estructura de fusteria negra afinestrada fins al llosat) al primer pis. Porta i finestra a la planta baixa. El segon pis(en segon pla) retallat per la terrassa té una finestra.